# Schueziella
Schueziella är ett släkte av tvåvingar. Schueziella ingår i familjen gallmyggor.
Kladogram enligt Catalogue of Life:
| Schueziella | \| \| Schueziella fagicola \| \| \| \| \| \| Schueziella quercicola \| \| \| \| |
|             | \| \| Schueziella fagicola \| \| \| \| \| \| Schueziella quercicola \| \| \| \| |
|             | Schueziella fagicola                                                            |
|             |                                                                                 |
|             | Schueziella quercicola                                                          |
|             |                                                                                 |